# Клавдий Птолемей
Кла́вдий Птолеме́й (др.-греч. Κλαύδιος Πτολεμαῖος, лат. Claudius Ptolemaeus; ок. 100 — ок. 170) — античный учёный греко-египетского происхождения; астроном, математик, географ, механик, оптик и теоретик музыки. Жил и работал в Александрии Египетской (достоверно — в период 127—151 гг.), где проводил астрономические наблюдения.
Автор классической античной монографии (см. «Альмагест»), которая стала итогом развития античной небесной механики и содержала практически полное собрание астрономических знаний Греции и Ближнего Востока того времени. Оставил глубокий след и в других областях знания — в оптике, географии, математике, а также в астрологии.

## Биография
Клавдий Птолемей — одна из крупнейших фигур древнегреческой науки. В астрономии Птолемею не было равных на протяжении целого тысячелетия — от Гиппарха (II век до н. э.) до Аль-Бируни (X—XI века н. э.).
История довольно странным образом обошлась с личностью и трудами Птолемея. О его жизни и деятельности нет никаких упоминаний у современных ему авторов. В античных исторических работах Клавдий Птолемей иногда назывался потомком династии Птолемеев, но современные историки полагают это ошибкой, возникшей из-за совпадения имён (имя Птолемей было популярным на территории бывшего царства Лагидов). Римский номен (родовое имя) Клавдий (Claudius) показывает, что Птолемей был римским гражданином, и предки его получили римское гражданство, скорее всего, от императора Клавдия.
Главным источником сведений о жизни Птолемея являются его собственные работы, которые выстраиваются в хронологической последовательности по перекрёстным ссылкам. Отрывочные биографические сведения позднеантичных и византийских авторов не являются надёжными, хотя сообщение Феодора Мелитениота (XIV в.) о происхождении семьи Птолемея из Птолемаиды Гермиевой в Верхнем Египте заслуживает внимания. Широкая эрудиция Птолемея и всестороннее использование работ предшественников вероятно обусловлены его активным изучением фондов Александрийской библиотеки.

## Научная деятельность

### Астрономия
Основным трудом Птолемея стало «Великое математическое построение по астрономии в тринадцати книгах» (или просто и с достоинством «Великое», по-гречески «Мэгисте»), представлявшее собой энциклопедию астрономических и математических знаний древнегреческого мира. По пути из греков в средневековую Европу через арабов название «Megale syntaxis» («Великое построение») трансформировалось в «Альмагест»; под этим арабизированным названием труд Птолемея известен и поныне.
В Альмагесте Птолемей изложил собрание астрономических знаний Древней Греции и Вавилона, сформулировав (если не передав разработанную Гиппархом) весьма сложную геоцентрическую модель мира. При создании данной системы он проявил себя как умелый механик, поскольку сумел представить неравномерные движения небесных светил (с попятными движениями планет) в виде комбинации нескольких равномерных движений по окружностям (эпициклы, деференты, экванты). Американский историк науки М. Клайн отмечал: «Непреходящее значение теории Птолемея состоит в том, что она убедительно продемонстрировала мощь математики в рациональном осмыслении сложных и даже таинственных физических явлений».
Альмагест также содержал каталог звёздного неба. Список из 48 созвездий не покрывал полностью небесной сферы: там были только те звёзды, которые Птолемей мог видеть, находясь в Александрии.
Система Птолемея была практически общепринятой в западном и арабском мире — до создания гелиоцентрической системы Николая Коперника.
Благодаря обобщающему и фундаментальному подходу, книги Птолемея вытеснили из научного оборота большинство работ предшественников, которые затем оказались утраченными. Часть из них известны лишь по ссылкам самого Птолемея. Кроме того, в целях логичности построения и дидактичности, Птолемей иногда либо специально отбирал только выгодные ему свои и чужие наблюдательные данные, либо подгонял данные под казавшийся ему правильным теоретический результат, что противоречит современным представлениям о научном методе. В связи с этим вопросы методологии Птолемея и соотношения его достижений с результатами предшественников является сложным, вызывающим у исследователей споры, история которых восходит ещё к комментариям арабских комментаторов IX века. В частности, звёздный каталог Птолемея существенно опирался на несохранившийся звёздный каталог Гиппарха. В пользу этой версии говорит то, что, согласно исследованиям современных историков астрономии, все перечисленные в каталоге 1022 звезды могли наблюдаться Гиппархом на широте Родоса (36° с. ш.), однако каталог не содержит ни одной звезды, которая могла быть видна в более южной Александрии (31° с. ш.), но при этом на Родосе не наблюдалась.
Роберт Ньютон в нашумевшей книге «Преступление Клавдия Птолемея» (1977) прямо обвинил учёного в фальсификациях и плагиате; однако многие крупные астрономы вступились за честь древнего учёного. Расчёты, проделанные российскими астрономами (Ю. Н. Ефремовым, и Е. К. Павловской), просчитавшими собственные движения всех звёзд Альмагеста, показали, что они наблюдались главным образом во II в. до н. э., то есть Птолемей действительно использовал составленный во II в. до н. э. каталог Гиппарха, пересчитав его на свою эпоху с систематической ошибкой в прецессии (возникшей от того, что он принимал прецессию равной 1 градусу в 100 лет, а не в 72 года). В результате данные о положении звёзд оказались приведёнными на 60 год н. э., а вовсе не на 137 год н. э., как утверждает сам Птолемей. Однако современные учёные не склонны ставить это в вину Птолемею и вслед за Ньютоном обвинять его в плагиате, указывая, что он нигде не называет себя автором наблюдений. Его звёздный каталог — справочник, а в справочниках и в наше время авторы материала не указываются.
Птолемей вёл и собственные наблюдения звёзд с помощью изобретённого им «астролябона» — комбинации армиллярных сфер (впоследствии — астролябия). Ему же принадлежит изобретение «трикветрума» — тройной рейки, ставшего прообразом стенного круга (квадранта).
В работе «Подручные таблицы» Птолемей приводит разработанные на основе несколько улучшенной теории астрономические таблицы, более удобные для практического применения, чем приведённые в «Альмагесте», а также инструкции по применению. Эти таблицы позволяли рассчитывать положение планет и другие астрономические явления на любую дату. Форма таблиц оставалось стандартной в астрономии вплоть до Нового времени.
В кратком упрощённом изложении результатов «Альмагеста» в двух книгах под названием «Планетные гипотезы», полностью сохранившемся только в арабском переводе, видны результаты дальнейшего совершенствования астрономической теории. Именно в этой работе Птолемей пытается построить связную механическую картину мира, соответствующую отдельным абстрактным геометрическим моделям для разных светил. В работе также разработаны новые методы определения размеров и расстояний до светил.
В небольшой работе «Фазы неподвижных звёзд» в двух книгах, из которых сохранилась только вторая, Птолемей рассматривает вопрос о гелиакических восходах и заходах ярких звёзд. Вторая книга представляет собой расчётный календарь таких событий на каждый день года для разных широт (климатов), с предсказанием связанных, по мнению разных авторов, погодных явлений.
В трактате «О планисфере», сохранившемся только в арабском переводе, Птолемей рассматривает вопрос о проекции кругов на небесной сфере на плоскость экватора. Это построение лежит в основе конструкции самого популярного средневекового астрономического прибора — плоской астролябии. Поскольку одним из главных назначений этого инструмента является определения времён восхода и захода светил, а Птолемей специально разбирает в трактате этот вопрос, возможно, ему принадлежит авторство прибора.

### Математика
Исходя из теоремы о произведении диагоналей вписанного в круг четырёхугольника (теорема Птолемея, Неравенство Птолемея), Птолемей определил хорды дуг в 1½° и ¾° и приближённо вычислил по ним хорду дуги в 1°. При этом он основывался на установленной им теореме, согласно которой отношение большей хорды к меньшей менее отношения стягиваемых ими дуг. Составил таблицу хорд, соответствующим дугам от 0 до 180°; ввёл деление градуса на минуты и секунды.

### Оптика
В трактате «Оптика» в пяти книгах следует общим представлениям античности о природе зрения, обусловленном лучами, испускаемыми глазами. В первой книге (до нас не дошла) приведены общие рассуждения о зрении и свете. Во второй книге рассматриваются аспекты восприятия и описываются различные обманы зрения. В частности, даётся верное, отличающееся от «Альмагеста» психологическое объяснение кажущегося увеличения размеров светил у горизонта. В третьей — описываются законы отражения и свойства плоских и выпуклых зеркал, в четвёртой — зеркала других геометрий. В пятой главе рассматриваются законы преломления света и впервые качественно описано явление атмосферной рефракции, не упоминаемой в «Альмагесте». Описанный закон преломления довольно близок к закону Снелла, но отличается для больших углов. При этом Птолемей в таблице приводит как результаты измерения числа, соответствующие своему закону.

### Музыка
Птолемей — автор трактата «Гармоника» в трёх книгах (окончание третьей книги не сохранилось), в котором развернул теорию звуковысотной системы (гармонии) в современной ему музыке — от систематики звука («слитные» звучания-др.-греч. ψόφοι и «разграниченные» звуки-др.-греч. φθόγγοι, то есть звуки фиксированной высоты), интервалов (подобозвучные «гомофоны», разнозвучные «анизотоны»), родов мелоса (всего восемь; расчёт большинства из них «по Птолемею» уникален) и метабол до видов первых консонансов (кварты, квинты и октавы) и выводимых из них ладов (ладовое учение Птолемея — единственное целостное в античности).
Ценнейший комментарий к первым главам «Гармоники» Птолемея написал в III веке Порфирий.

### География
Другой важный труд Птолемея середины II века нашей эры — «Руководство по географии» в восьми книгах представляет собой собрание знаний о географии всего известного античным народам мира. В своём трактате Птолемей заложил основы математической географии и картографии. Опубликовал координаты восьми тысяч пунктов от Скандинавии до Египта и от Атлантики до Индокитая; это список городов и рек с указанием их географической долготы и широты. На основе обширных и тщательно собранных сведений Клавдий Птолемей также выполнил 27 карт земной поверхности, которые до настоящего времени не обнаружены и, возможно, утеряны навсегда. Птолемеевы карты стали известны лишь по более поздним описаниям. При всей неточности этих сведений и карт, составлявшихся главным образом по рассказам путешественников, они впервые показали обширность населённых областей Земли и их связь между собой.

### Хронология
«Подручные таблицы» также включали так называемый «Канон царей» — хронологический список правлений ассирийских, вавилонских, персидских, македонских царей и римских императоров от 747 г. до н. э. и до времени Птолемея, выровненный на начало года 1 тота официального Древнеегипетского календаря. Этот список был необходим для приведения дат прошлых астрономических наблюдений к единой шкале. В последующем при копировании Канон дополнялся именами более поздних правителей. Канон сыграл большую роль в становлении хронологии Древнего Мира и был в дальнейшем подтверждён независимыми источниками.

### Механика
Византийская энциклопедия X века «Суда» сообщает, что Птолемей написал также три книги по механике, которые до нашего времени не дошли.

### Астрология
Трактат «Тетрабиблос» (Четырёхкнижие) посвящён астрологии. Птолемей считает, что поскольку теория позволяет предвидеть поведение небесных тел, оказывается возможным с пользой использовать это для предсказания земных событий. При этом предполагается, что влияние планет может быть таким же значительным, как очевидное воздействие на земные явления Солнца и Луны. При этом астрономические явления по Птолемею выступают лишь как один из факторов. В первой книге описаны общие концепции астрологии, во второй — влияние небесных явлений на погоду, в третьей и четвёртой — на человека. Птолемей не рассматривает в трактате вопросы катархической астрологии, пытающейся определить благоприятные моменты для совершения какого-либо действия. Помимо собственно астрологического материала, Птолемей в «Тетрабиблосе» впервые высказал глубокую философскую идею несоизмеримости небесных движений и, следовательно, невозможности полного повторения событий (как считали пифагорейцы).

## Именем Птолемея названы
- Звёздное скопление Птолемея
- Кратер Птолемей на Луне
- Кратер Птолемей на Марсе
- Астероид Птолемея номер 4001
- Неравенство Птолемея
- Граф Птолемея

### Современные издания сочинений
- Сочинения Птолемея в издании Хейберга. Vol. I (1898); Vol. III; Vol. III 2.

«Альмагест»:
- Альмагест: Математическое сочинение в 13 книгах. Пер. И. Н. Веселовского. — М.: Наука, 1998.
- «Альмагест» (издание 1903 года)
- «Альмагест», немецкий перевод Мануция (1912): Том I; Том II.

«География»:
- Часть текста в несовершенном английском переводе Стивенсона Архивная копия от 21 июня 2020 на Wayback Machine
- Английский перевод Стивенсона (1932): кн. IV; кн. V; кн. VI; кн. VII.
- Сведения о Скифии и Кавказе // ВДИ. — 1948. — № 2. — С. 231—257.
- Руководство по географии (отрывки) // Античная география / Пер. С. К. Апта и В. В. Латышева. — М., 1953. — С. 286—323.
- Птолемей. / Пер. Ф. В. Шелова-Коведяева // Свод древнейших письменных известий о славянах. — Т. I. — М., 1994. — С. 46—62.
- География (отрывки) // Древний Восток в античной и раннехристианской традиции (Индия, Китай, Юго-Восточная Азия) / Пер. и примеч. Г. А. Тароняна. — М.: Ладомир. 2007. — С. 212—247.

«Гармоника»:
- Düring I. Die Harmonielehre des Klaudios Ptolemaios. Göteborg, 1930 (издание греч. текста).
- Düring I. Ptolemaios und Porphyrios über die Musik. Göteborg, 1934 (нем. перевод).
- Ptolemy. The Harmonics. Translated by A. Barker // Greek Musical Writings. Vol. 2. Cambridge, 1989, pp. 270–391 (англ. перевод).
- Ptolemy. Harmonics. Translated by J. Solomon. Leiden, Brill, 2000 (англ. перевод).
- Клавдий Птолемей. Гармоника в трёх книгах. Порфирий. Комментарий к «Гармонике» Птолемея. Издание подготовил В. Г. Цыпин. — М.: Научно-издательский центр «Московская консерватория», 2013. — 456 с. — ISBN 978-5-89598-288-4.

«Четверокнижие»:
- Перевод на англ. язык (1940) Архивная копия от 21 июня 2020 на Wayback Machine.
- [lib.ru/ASTROLOGY/polemej1.txt Перевод на русский язык] (в библиотеке Максима Мошкова).
- Клавдий Птолемей. Математический трактат, или Четверокнижие (первые две книги) // Знание за пределами науки: Мистицизм, герметизм, астрология, алхимия, магия в интеллектуальных традициях I—XIV веков / Сост. и общ. ред. И. Т. Касавина. — М.: Республика, 1996. — С. 92—131. — 445 с. — 5,000 экз. — ISBN 5-250-02588-9.

### О нём
- Боголюбов А. Н. Математики. Механики. Биографический справочник. — Киев: Наукова думка, 1983. — 639 с.
- Бронштэн В. А. Клавдий Птолемей / Отв. ред. А. А. Гурштейн. — М.: Наука, 1988. — 239 с.
- Веселовский И. Н. Очерки по истории теоретической механики. — М.: Высшая школа, 1974. — 287 с.
- Еремеева А. И. Памятные даты истории астрономии в 1987 году // Астрономический календарь на 1987 г. — М.: Наука, 1986. — С. 262—268.
- Ефремов Ю. Н., Павловская Е. Д. Датировка «Альмагеста» по собственным движениям звёзд // Доклады Академии наук СССР. — 1987, т. 94. — №. 2.
- Идельсон Н. И. Этюды по истории небесной механики. — М.: Наука, 1975. — 495 с. — (Из истории мировой культуры).
- Клайн М. Математика. Поиск истины. — М.: Мир, 1988. — 2295 с. — ISBN 5-03-000918-3.
- Колчинский И. Г., Корсунь А. А., Родригес М. Г. Астрономы: Биографический справочник. — 2-е изд., перераб. и доп. — Киев: Наукова думка, 1986. — 512 с.
- Куртик Г. Е. Понятие скорости в античной науке: Аристотель — Птолемей // Исследования по истории физики и механики. 1991—92. — М.: Наука, 1997. — С. 219—248.
- Матвиевская Г. П. Очерки истории тригонометрии. — Ташкент: Фан, 1990. — 160 с.
- Ньютон Р. Преступление Клавдия Птолемея. — М.: Наука, 1985. — 384 с.
- Храмов Ю. А. Птолемей Клавдий (греч. Κλαύδιος Πτολεμαῖος, лат. Claudius Ptolemaeus) // Физики : Биографический справочник / Под ред. А. И. Ахиезера. — Изд. 2-е, испр. и доп. — М. : Наука, 1983. — С. 224. — 400 с. — 200 000 экз.
- Хютт В. Птолемей // Философский энциклопедический словарь  / Гл. редакция: Л. И. Ильичёв, П. Н. Федосеев, С. М. Ковалёв, В. Г. Панов. — М.: Советская энциклопедия, 1983. — С. 552—553.
- Шаль, Мишель. Исторический обзор происхождения и развития геометрических методов / Пер. В. Я. Цингера. — М., 1883. — Первая эпоха: От Герона до Птоломея. — § 22: Птоломей (около 150 г. по Р. X.).
- Brummelen van G. Lunar and planetary interpolation tables in Ptolemy’s Almagest // Journal for the history of astronomy, 25, 1994. — P. 297—311.
- Drachmann A. G. Heron and Ptolemaios // Centaurus, 1, 1950. — P. 117—131.
- Toomer G. Ptolemy (or Claudius Ptolemaeus). Complete Dictionary of Scientific Biography, 1970
- Jones A. Ptolemy. In: New Dictionary of Scientific Biography, 2007.
- Barker A. Scientific Method in Ptolemy’s Harmonics. Cambridge, 2000.

О географическом труде:
- Борисов В. В. Карта Сарматии (нынешней России) во 2 в. по Р. Х. по греческому географу Птолемею. Вып. 1—3. — Ковно, 1909—10.
- Зубарев В. Г. Северное Причерноморье в историко-географической концепции Клавдия Птолемея. — Тула: Изд-во ТГПУ им. Л.Н. Толстого, 1998. — 105 с.
- Золин П. М. Птолемей о «Новгородской земле»…